# Рудлов
Рудлов (слч. Rudlov) насељено је мјесто са административним статусом сеоске општине (слч. obec) у округу Вранов на Топлој, у Прешовском крају, Словачка Република.

## Становништво
| Година:    | 1994. | 2004.   | 2014.   | 2024.  |
| ---------- | ----- | ------- | ------- | ------ |
| Број људи: | 586   | 638     | 680     | 731    |
| Разлика:   |       | +8,87 % | +6,58 % | +7,5 % |

| Година:    | 2023. | 2024.   |
| ---------- | ----- | ------- |
| Број људи: | 729   | 731     |
| Разлика:   |       | +0,27 % |

Према подацима о броју становника из 2024. године насеље је имало 731 становника.